# ジードルング
ジードルング（Siedlung）とは、ドイツ語で集落のこと。また、ヴァイマル共和国時代にドイツで建設された集合住宅を指す言葉としても有名。
19世紀後半から人口密度の集中、スラムの発生など都市問題が深刻となり、イギリスの田園都市構想にも刺激を受け、1920年代にドイツ各地で集合住宅が建設された。これらの計画にはバウハウスなどのモダニズムの建築家たちが多く参加し、建築史上は近代建築運動の実践としても評価される。

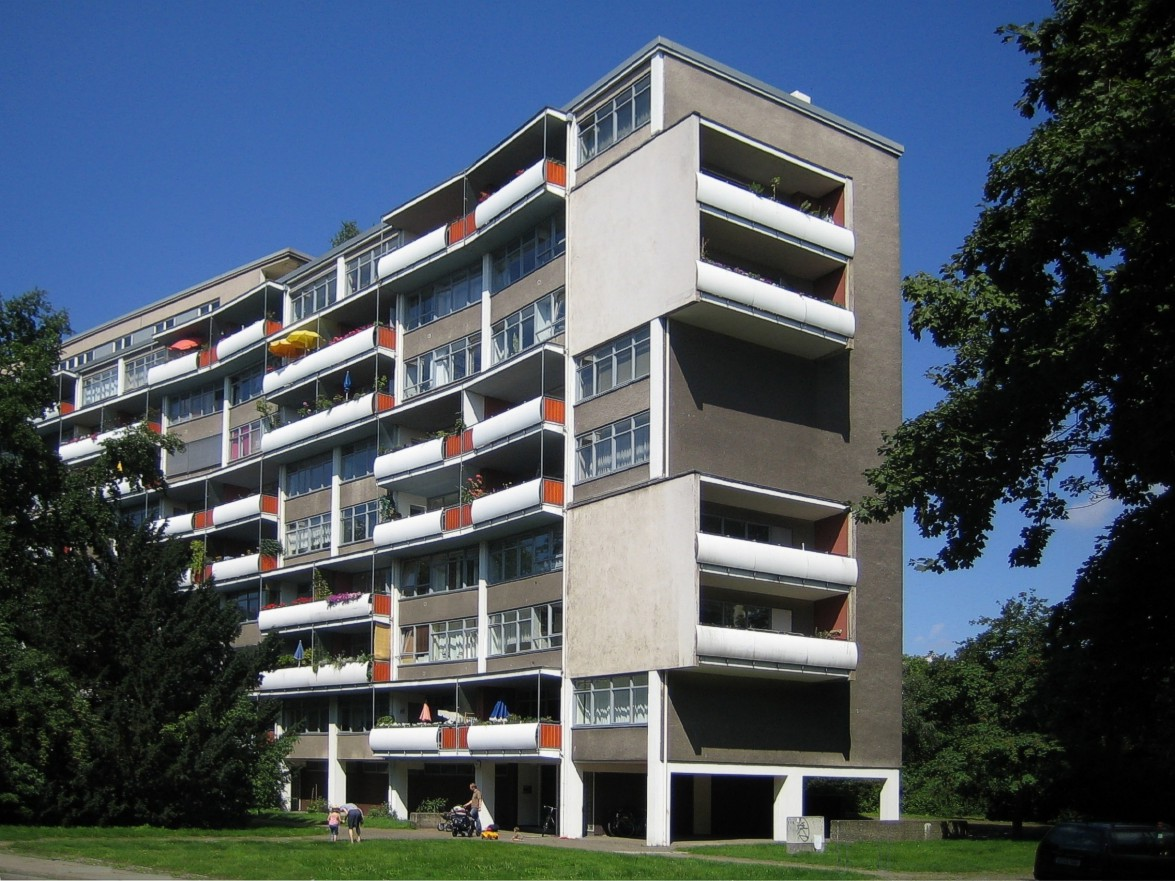
グロピウス設計によるジードルング（ベルリン、ハンザ地区）

1927年、ドイツ工作連盟の主催によりシュトゥットガルト郊外のヴァイセンホーフで住宅展が開催され、ペーター・ベーレンス、ヴァルター・グロピウス、ル・コルビュジエ、ブルーノ・タウト、ミース・ファン・デル・ローエらが参加し、様々な実験住宅を建設した（ヴァイセンホーフ・ジードルング）。
日本の同潤会アパート、公団住宅にも影響を与えた。
2008年にはベルリンの一部がベルリンのモダニズム集合住宅群として世界遺産として登録された。

## ジードルングの計画地
- デッサウ（ヴァルター・グロピウス）
- フランクフルト（エルンスト・マイ）
- ベルリン（ブルーノ・タウト） - 馬蹄型のブリッツ大ジードルング（ドイツ語版）が有名

など